# Lübbenau
Lübbenau (en bas sorabe : Lubnjow), appelé officiellement Lübbenau/Spreewald, est une ville de l'arrondissement de Haute-Forêt-de-Spree-Lusace dans le Land de Brandebourg, située à environ 80 kilomètres au sud-est de Berlin. Du fait de sa position, la ville historique est connue comme la porte de la forêt de la Sprée.

## Géographie
La ville se trouve dans la Basse-Lusace, à 35 kilomètres à l'ouest de Cottbus et à 50 kilomètres au nord du chef-lieu Senftenberg. Elle est située dans la région de langue sorabe, peuplée par des descendants des anciens Slaves de l'Elbe, les Sorabes, depuis le Moyen Âge. Lübbenau se situe à côté de la forêt de la Sprée (en allemand : Spreewald), une réserve de biosphère constituée d'un ensemble de petits canaux d'irrigation communiquant avec la rivière Sprée.

### Quartiers
En plus du centre-ville, le territoire communal comprend 13 localités :
| - Bischdorf - Boblitz - Groß Beuchow - Groß Klessow - Groß Lübbenau | - Hindenberg - Klein Radden - Kittlitz - Krimnitz - Lehde | - Leipe - Ragow - Zerkwitz |

### Transports
La gare de Lübbenau (Spreewald) est reliée à la ligne de Berlin à Görlitz avec un embranchement vers Senftenberg. Elle est desservie par les trains Intercity, Regional-Express et Regionalbahn.
L'autoroute A13 reliant Berlin et Dresde et l'autoroute A15 vers Forst et la frontière polonaise se croisent au sud-ouest de la ville. 

## Histoire

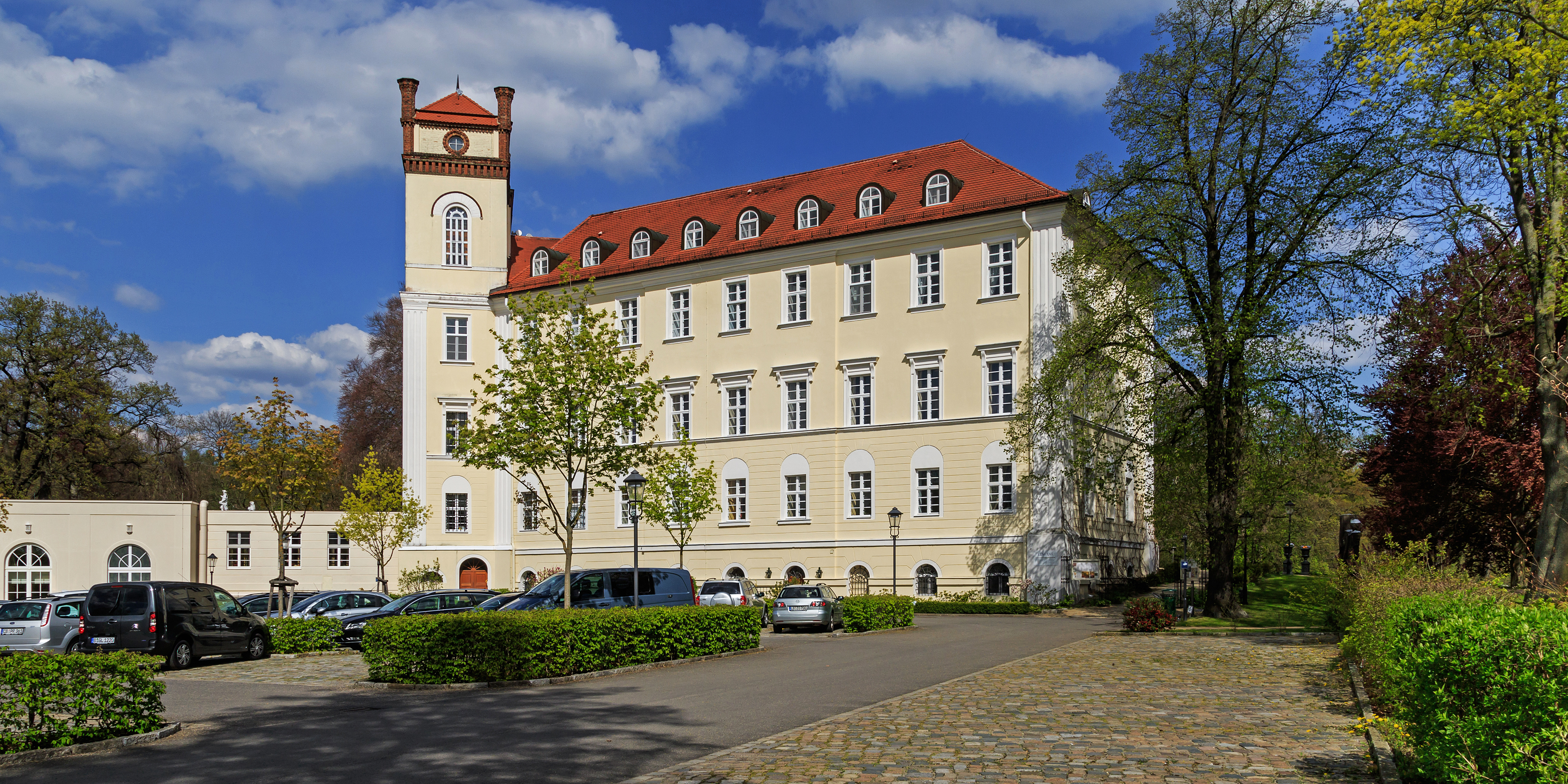
Le château de Lübbenau.

Des découvertes archéologiques suggèrent que la région autour de la ville était déjà peuplée au temps du Mésolithique. Au milieu du Xe siècle, les lieux auraient accueilli le margrave Gero († 965), seigneur de la marche de l'Est saxonne. Le château de Lubbenowe fut mentionné dans un acte du 3 août 1301. La colonie voisine a bénéficié d'une situation favorable sur la riviére Sprée et le chemin commercial entre Cottbus et Lübben.
Dès 1364, Lübbenau, au sein du margraviat de Bsse-Lusace, fit partie des pays de la couronne de Bohême. Le bourg fut dévasté par les forces des hussites en 1429. Temporairement donné en gage à l'électeur Frédéric II de Brandebourg à partir de 1448, il retourna quelques années plus tard à la Bohême, et a reçu les droits de ville en 1496. Les citoyens vivaient de l'élevage, de la culture fruitière et maraîchère, ainsi que de pêche.
Pendant la guerre de Trente Ans, par la paix de Prague conclue en 1635, la ville fut accordée aux électeurs de Saxe. Dans les années suivantes, Lübbenau a été fréquemment attaquée et pillée par des seigneurs rivaux. 
Enfin, après les guerres napoléoniennes et l'Acte final du congrès de Vienne en 1815, Lübbenau fut incorporée dans le district de Francfort au sein de la province de Brandebourg, gouvernée par le royaume de Prusse. Le village de Zerkwitz lui a été rattaché en 1978.

## Démographie
- Développement de la population dans les limites actuelles.
Ligne bleue : population ; ligne pointillée : comparaison avec le développement de Brandebourg.
Fond gris : période du régime nazi ; fond rouge : période du régime communiste.
- Évolution récente (ligne bleue) et prévisions sur l'effectif des résidents.

| Année | Population |
| ----- | ---------- |
| 1875  | 10 174     |
| 1890  | 10 359     |
| 1910  | 10 549     |
| 1925  | 10 526     |
| 1933  | 9 918      |
| 1939  | 9 672      |
| 1946  | 13 341     |
| 1950  | 12 986     |
| 1964  | 22 542     |
| 1971  | 26 192     |

| Année | Population |
| ----- | ---------- |
| 1981  | 25 270     |
| 1985  | 24 295     |
| 1989  | 24 181     |
| 1990  | 23 854     |
| 1991  | 23 037     |
| 1992  | 23 043     |
| 1993  | 22 733     |
| 1994  | 22 510     |
| 1995  | 22 182     |
| 1996  | 21 828     |

| Année | Population |
| ----- | ---------- |
| 1997  | 21 450     |
| 1998  | 20 998     |
| 1999  | 20 530     |
| 2000  | 19 959     |
| 2001  | 19 474     |
| 2002  | 19 116     |
| 2003  | 18 272     |
| 2004  | 17 995     |
| 2005  | 17 808     |
| 2006  | 17 560     |

| Année | Population |
| ----- | ---------- |
| 2007  | 17 290     |
| 2008  | 17 098     |
| 2009  | 16 936     |
| 2010  | 16 820     |
| 2011  | 16 438     |
| 2012  | 16 276     |
| 2013  | 16 086     |
| 2014  | 16 082     |
| 2015  | 16 237     |
| 2016  | 16 109     |

| Année | Population |
| ----- | ---------- |
| 2017  | 16 090     |
| 2018  | 16 021     |
| 2019  | 15 977     |
| 2020  | 15 969     |

Les sources de données se trouvent en détail dans les Wikimedia Commons.

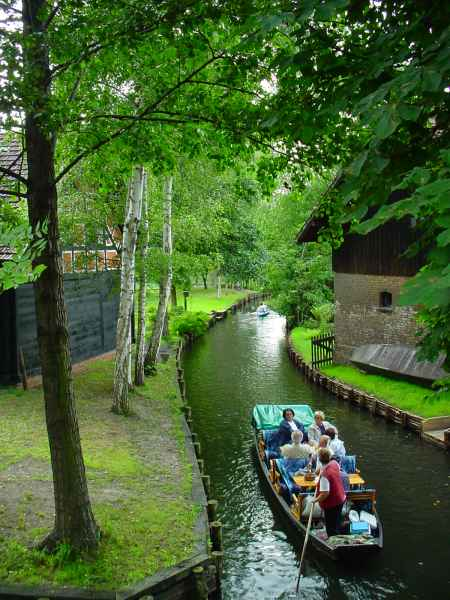
Promenade en barque dans la forêt de la Sprée.

## Architecture
Lübbenau possède un château du XIXe siècle, construit entre 1817 et 1839, sur l'emplacement des ruines d'un précédent château datant du VIIIe ou IXe siècle. Le château de Lübbenau, entouré d'un parc aménagé selon les plans de Peter Joseph Lenné, est aujourd'hui un hôtel.

## Jumelages
La ville de Lübbenau est jumelée avec :
- Oer-Erkenschwick (Allemagne) depuis le 15 septembre 1990 ;
- Halluin (France) depuis le 1er avril 2000 ;
- Nowogród Bobrzański (Pologne) depuis le 1er avril 2000 ;
- Pniewy (Pologne) depuis le 1er avril 2000 ;
- Świdnica (Pologne) depuis le 21 octobre 2005 ;
- Kočevje (Slovénie) depuis le 8 janvier 2018.

## Personnalités liées à la commune
- Rochus Friedrich zu Lynar (1708-1781), diplomate ;
- Hermann Albert zu Lynar (1827-1887), général ;
- Lothar Hause (né en 1955), footballeur ;
- Romy Müller (née en 1958), athlète et championne olympique ;
- Jens Riewa (né en 1963), animateur de télévision.

## Économie
- Tourisme
- Capitale du cornichon.